# Paweł Kotlarski
Paweł Jerzy Kotlarski (ur. 14 kwietnia 1961 w Lesznie) – polski polityk i lekarz, poseł na Sejm I kadencji.

## Życiorys
W 1980 rozpoczął, a w 1988 ukończył studia na Wydziale Lekarskim Akademii Medycznej w Poznaniu. Pracował następnie do 2000 w Wojewódzkim Szpitalu Zespolonym w Koninie.
W latach 80. działał w opozycji demokratycznej, początkowo w NZS, później w niezależnym ruchu wydawniczym (w ramach Porozumienia Prasowego „Solidarność Zwycięży”). W 1984 założył opozycyjne pismo „Solidarni-Konin”. Zajmował się organizowaniem akcji ulotkowych i kolportażem, był zatrzymywany przez funkcjonariuszy SB i karany za rozprowadzanie druków drugiego obiegu. W 1989 został członkiem Stowarzyszenia Dziennikarzy Polskich. W tym samym roku powołano go na wiceprzewodniczącego tymczasowego zarządu regionu NSZZ „Solidarność”. Stał na czele struktur wojewódzkiego i okresowo również miejskich konińskiego Komitetu Obywatelskiego. Zasiadał we władzach krajowych Porozumienia Centrum.
W wyborach parlamentarnych w 1991 uzyskał mandat posła na Sejm I kadencji z listy Porozumienia Obywatelskiego Centrum w okręgu konińsko-sieradzkim. Zasiadał m.in. w Komisji Zdrowia oraz Komisji Polityki Społecznej. W 1992 odszedł z PC, przechodząc do Ruchu dla Rzeczypospolitej. Rok później bez powodzenia kandydował jako niezależny do Senatu.
Pozostawał przez kilkanaście lat związany z Radiem Konin. Był przewodniczącym rady nadzorczej, a następnie jego prezesem zarządu aż do czasu zakończenia przez tę stację w 2005 nadawania. Po wznowieniu przez tę stację nadawania w 2010 został wiceprezesem zarządu. Objął stanowisko prezesa Zakładu Opieki Zdrowotnej i Medycyny Pracy „Med-Alko”. W 2018 i 2024 wystartował na radnego Konina z ramienia lokalnego komitetu.

## Odznaczenia i wyróżnienia
W 2017 odznaczony przez prezydenta Andrzeja Dudę Krzyżem Oficerskim Orderu Odrodzenia Polski oraz Krzyżem Wolności i Solidarności.
W 2011 został laureatem nagrody honorowej „Świadek Historii” przyznanej przez Instytut Pamięci Narodowej.